# Yasunori Mitsuda
 (avril 2020).
Si vous disposez d'ouvrages ou d'articles de référence ou si vous connaissez des sites web de qualité traitant du thème abordé ici, merci de compléter l'article en donnant les références utiles à sa vérifiabilité et en les liant à la section « Notes et références ».
Yasunori Mitsuda (光田 康典) est un compositeur de musique, né le 21 janvier 1972 à Kumage (en) (maintenant Shūnan), connu notamment pour ses bandes-son de jeu vidéo. D'abord employé chez Square Co., pour qui il a composé notamment les bandes-son de Chrono Trigger, Xenogears et d'autres jeux de la série Xeno. Mitsuda est par la suite devenu indépendant.

## Biographie
D'abord intéressé par le sport dans sa jeunesse, Mitsuda envisage d'embrasser une carrière de golfeur professionnel. Par ailleurs, il pratique également la natation et l'athlétisme à un bon niveau en université. C'est finalement plus tard, dans ses dernières années de lycée, que Mitsuda se découvre une passion pour la musique grâce aux œuvres d'Henry Mancini, compositeur de thèmes pour La Panthère Rose ou encore du générique de Drôles de dames.
Diplôme en poche, le jeune homme s'en va à Tokyo mais, par manque de moyens, ne parvient pas à s'intégrer dans de grandes écoles de musique. C'est là le mérite de ce dernier puisqu'il va se former en autodidacte en se payant quelques cours de musique ou en assistant à de nombreuses manifestations musicales. En 1992, à l'époque du deuxième âge d'or du jeu vidéo, Mitsuda répond à une annonce dans le journal du département son de Squaresoft. La société à l'origine de la série Final Fantasy le reçoit ainsi au cours d'un entretien d'embauche au déroulement assez curieux. Mitsuda entre finalement dans la société dirigée par Hironobu Sakaguchi et devient programmeur sonore. Il travaille ainsi sous la houlette de Kenji Ito et des légendes que sont Nobuo Uematsu et Hiroki Kikuta et se retrouve au générique de Final Fantasy V, Secret of Mana et Romancing SaGa 2.
Cependant, son travail ne l'épanouit pas et il somme Sakaguchi de le placer sur des projets où sa responsabilité devient plus importante. Mitsuda va travailler ainsi pendant près de deux ans en compagnie de Nobuo Uematsu et Noriko Matsueda, à composer ce qui est considéré comme l'une des meilleures bandes originales de l'histoire du jeu vidéo[réf. nécessaire]. En 1995, Chrono Trigger, sorti sur Super Nintendo, est un véritable succès, non seulement au Japon mais aussi aux États-Unis. Les pistes se distinguent par leur variété : électronique, percussions, instrument à cordes, ainsi que l'immersion totale qu'elle procure dans l'intrigue scénaristique du jeu. L'OST est également très dense puisqu'elle contient 64 pistes réparties sur 3 CD et ce pour une durée totale de près de 2 h 30. Le titre de « Mozart du jeu vidéo » lui a été décerné après cette bande originale.
Mitsuda continue chez Square et signe les OST de Front Mission: Gun Hazard, un jeu de la série Front Mission, de Tobal n°1, et surtout celle de Xenogears, un autre jeu marquant de la fin des années 1990 et des prémices de l'ère PlayStation. Au milieu de l'année 1998, le remarqué compositeur décide de devenir freelance tout en signant la B.O. de la « suite spirituelle » de Chrono Trigger, nommée Chrono Cross. Si, par la suite, il réussit quelques créations personnelles comme la musique du thème principal de Xenosaga Épisode I chantée par Joanne Hogg ou son seul et unique album Kirite, son œuvre est essentiellement consacrée, à ce jour, à des bandes originales de jeu et plus particulièrement de jeux de rôles. Dernièrement, Yasunori Mitsuda a signé le réarrangement sonore de Chrono Trigger sur Nintendo DS, qui est sorti le 6 février 2009 en France.
Pour Xenoblade Chronicles, il est contacté par Tetsuya Takahashi le créateur de la série Xeno pour qu'il lui compose le titre épilogue du jeu : "Beyond the Sky", interprété par Sarah Àlainn (chant), Tomohiko Kira (guitare) et Hitoshi Konno (violon), notamment. Par la suite Yasunori Mistsuda travaille à la création des musiques de Xenoblade Chronicles 2 et Xenoblade Chronicles 3, assisté notamment par le groupe ACE (Tomori Kudo et CHiCO), Minami Kiyota et Kenji Hiramatsu,,.
En 2023, il participe à une douzaine de morceaux du jeu de rôle québécois Sea of Stars, sur un total de plus de 200 pistes (le reste est composé en majorité par Eric W. Brown, Vincent Jakes Jones et Reece Miller.

## Travaux
- Secret of Mana (bruitages, 1993)
- Romancing SaGa 2 (ingénierie du son, 1993)

## Discographie

### Bandes-son
| Année | Titre                                              | Notes | Ref    |
| ----- | -------------------------------------------------- | --- | ------ |
| 1992  | Final Fantasy V                                    | Effets sonores | [ 9 ]  |
| 1992  | Hanjuku Hero (en)                                  | Manipulation et effets sonores                                                                                              | [ 9 ]  |
| 1993  | Secret of Mana                                     | Effets sonores | [ 9 ]  |
| 1993  | Romancing SaGa 2                                   | Manipulation et effets sonores                                                                                              | [ 9 ]  |
| 1994  | Chrono Trigger                                     | Composition et arrangements avec Nobuo Uematsu                                                                              | [ 10 ] |
| 1996  | Radical Dreamers - Le Trésor Interdit -            | Composition et arrangements                                                                                                 | [ 9 ]  |
| 1996  | Front Mission: Gun Hazard                          | avec Nobuo Uematsu, Masashi Hamauzu et Junya Nakano                                                                         | [ 9 ]  |
| 1996  | Tobal n°1                                          | avec d'autres compositeurs                                                                                                  | [ 9 ]  |
| 1998  | Xenogears                                          | Composition et arrangements                                                                                                 | [ 9 ]  |
| 1998  | Mario Party                                        | Composition et arrangements                                                                                                 | [ 11 ] |
| 1999  | Chrono Cross                                       | Composition et arrangements                                                                                                 | [ 9 ]  |
| 1999  | Bomberman 64: The Second Attack                    | Composition et arrangements                                                                                                 | [ 9 ]  |
| 2000  | Mega Man Legends 2                                 | Arrangements et production                                                                                                  | [ 9 ]  |
| 2001  | Tsugunai: Atonement (en)                           | Compositeur original et arrangements                                                                                        | [ 9 ]  |
| 2001  | Shadow Hearts                                      | avec Yoshitaka Hirota, arrangements et mixage                                                                               | [ 9 ]  |
| 2001  | Legaia 2: Duel Saga                                | Composition et arrangements avec Hitoshi Sakimoto et Michiru Ōshima                                                         | [ 9 ]  |
| 2002  | Xenosaga Épisode I                                 | Composition, arrangements et production                                                                                     | [ 9 ]  |
| 2002  | The Seventh Seal                                   | Composition, arrangements et mixage avec Chia Ai Kuo et Tsai Chih-Chan, arrangements et mixage                              | [ 9 ]  |
| 2004  | Shadow Hearts: Covenant                            | Composition et arrangements avec Yoshitaka Hirota, Kenji Itō et Tomoko Kobayashi                                            | [ 9 ]  |
| 2004  | Graffiti Kingdom (en)                              | Composition, arrangements et mixage                                                                                         | [ 9 ]  |
| 2004  | Deep Labyrinth                                     | Composition, arrangements et production                                                                                     | [ 9 ]  |
| 2005  | 10,000 Bullets                                     | Composition, arrangement et sound production avec Miki Higashino                                                            | [ 9 ]  |
| 2005  | Fist Groove                                        | Production | [ 9 ]  |
| 2005  | Tantei Kibukawa Ryōsuke Jiken Tan                  | Composition et arrangements avec Takanari Ishiyama et Kazumi Mitome                                                         | [ 9 ]  |
| 2006  | Monster Kingdom: Jewel Summoner                    | Composition et arrangements                                                                                                 | [ 9 ]  |
| 2006  | Fist Groove 2                                      | Production | [ 9 ]  |
| 2007  | Luminous Arc                                       | Production, composition et arrangements avec Kazumi Mitome, Akari Kaida et Shota Kageyama                                   | [ 9 ]  |
| 2007  | Kikō Sōhei Armodyne                                | Composition, arrangements et mixage                                                                                         | [ 9 ]  |
| 2008  | Super Smash Bros. Brawl                            | Arrangements et mixages | [ 9 ]  |
| 2008  | Soma Bringer                                       | Composition, arrangements et production                                                                                     | [ 9 ]  |
| 2008  | Luminous Arc 2                                     | Sound production | [ 9 ]  |
| 2008  | Magnetica Twist                                    | Sound Production | [ 9 ]  |
| 2008  | Inazuma Eleven (jeu vidéo)                         | Composition, arrangements et production                                                                                     | [ 9 ]  |
| 2008  | Sands of Destruction                               | Composition et arrangements avec Shunsuke Tsuchiya et Kazumi Mitome                                                         | [ 9 ]  |
| 2009  | Arc Rise Fantasia                                  | Composition, Arrangement, supervision musicale et production avec Shunsuke Tsuchiya et Yuki Harada                          | [ 9 ]  |
| 2009  | LIME ODYSSEY                                       | Composition, arrangement et production avec Dong-Hyuc Shin, Jun-Su Park, et Sa-Yin Jeong                                    | [ 12 ] |
| 2009  | Inazuma Eleven 2                                   | Composition, arrangement et production                                                                                      | [ 9 ]  |
| 2009  | Thexder Neo                                        | Sound production | [ 9 ]  |
| 2009  | Luminous Arc 3 (en)                                | Sound production | [ 9 ]  |
| 2010  | Xenoblade Chronicles                               | Thème de fin "Beyond the Sky"                                                                                               | [ 13 ] |
| 2010  | Inazuma Eleven 3                                   | Composition, arrangement et production avec Natsumi Kameoka                                                                 | [ 9 ]  |
| 2011  | Inazuma Eleven Strikers                            | Composition, arrangement et production avec Natsumi Kameoka                                                                 | [ 9 ]  |
| 2011  | Half-Minute Hero: The Second Coming                | Composition et arrangements avec de nombreux autres                                                                         | [ 9 ]  |
| 2011  | Pop'n Music 20 Fantasia                            | "Tradria" | [ 9 ]  |
| 2011  | Inazuma Eleven Strikers 2012 Xtreme                | Composition et arrangements                                                                                                 | [ 9 ]  |
| 2012  | Kid Icarus: Uprising                               | Composition, arrangement et orchestration avec de nombreux autres                                                           | [ 9 ]  |
| 2012  | BLACK WOLVES SAGA -Bloody Nightmare-               | Composition et arrangement du thème principal "Dear Despair", production                                                    | [ 9 ]  |
| 2012  | BLACK WOLVES SAGA -Last Hope-                      | Sound production | [ 9 ]  |
| 2012  | Inazuma Eleven GO 2: Chrono Stones                 | Composition et arrangements avec Natsumi Kameoka, production                                                                | [ 9 ]  |
| 2012  | Inazuma Eleven GO Strikers 2013                    | Composition et arrangements avec Natsumi Kameoka                                                                            | [ 9 ]  |
| 2012  | Inazuma Eleven 1,2,3!! Legend of Endo Mamoru       | Composition et arrangements                                                                                                 | [ 9 ]  |
| 2013  | Soul Sacrifice                                     | Composition et arrangements avec Wataru Hokoyama (en)                                                                       | [ 9 ]  |
| 2013  | Skygalleon of the Blue Sky                         | Composition et arrangement du théme principal                                                                               | [ 9 ]  |
| 2013  | Getsuei Gakuen -kou-                               | Composition | [ 9 ]  |
| 2013  | Dododo! Doragon ~Nanatsu no Hihō~                  | Composition et arrangements                                                                                                 | [ 9 ]  |
| 2013  | Inazuma Eleven GO 3: Galaxy                        | Composition et arrangements                                                                                                 | [ 9 ]  |
| 2013  | Ken ga Kimi                                        | Composition et arrangements du thème de fin "Forever, and One", production                                                  | [ 9 ]  |
| 2013  | Hyakunen Senki Euro Historia                       | Arrangements avec Shunsuke Tsuchiya, Maki Kirioka et Natsumi Kameoka                                                        | [ 14 ] |
| 2014  | Soul Sacrifice Delta                               | Composition et arrangements avec Wataru Hokoyama                                                                            | [ 9 ]  |
| 2014  | Inazuma Eleven Online                              | Composition et arrangements (musiques créés antérieurement)                                                                 | [ 9 ]  |
| 2014  | Ten to Tenchi to Megami no Mahō                    | Thème principal | [ 9 ]  |
| 2014  | Super Smash Bros. for Nintendo 3DS / for Wii U     | Arrangements | [ 9 ]  |
| 2014  | Terra Battle                                       | "Beyond the Light" | [ 9 ]  |
| 2015  | CHUNITHM                                           | "Alma" | [ 9 ]  |
| 2015  | Stella Glow                                        | Composition et arrangements avec Shunsuke Tsuchiya et Procyon Studio                                                        | [ 15 ] |
| 2016  | Seventh Rebirth                                    | Composition et arrangements                                                                                                 | [ 9 ]  |
| 2017  | Valkyria Revolution                                | Composition et arrangements                                                                                                 | [ 16 ] |
| 2017  | Another Eden: The Cat Beyond Time and Space        | Composition et arrangements avec Shunsuke Tsuchiya et Mariam Abounnasr                                                      | [ 17 ] |
| 2017  | Xenoblade Chronicles 2                             | Composition et arrangements avec de nombreux autres compositeurs                                                            | [ 18 ] |
| 2017  | Final Fantasy XV: Épisode ignis                    | Composition avec Yoko Shimomura et Tadayoshi Makino                                                                         | [ 19 ] |
| 2017  | Winning Hand                                       | Composition et arrangements                                                                                                 | [ 9 ]  |
| 2018  | Xenoblade Chronicles 2: Torna ~ The Golden Country | Composition et arrangement                                                                                                  | [ 9 ]  |
| 2019  | Revolve8                                           | Sound producer | [ 20 ] |
| 2019  | Wonder Gravity ~Pino to Jūryoku Tsukai~            | Production | [ 9 ]  |
| 2019  | Renshin astral                                     | Compositeur invité | [ 21 ] |
| 2021  | Edge of Eternity                                   | Composition et orchestration avec Cedric Menendez                                                                           | [ 22 ] |
| 2022  | Xenoblade Chronicles 3                             | Composition, arrangement et orchestration avec Manami Kiyota, ACE (TOMOri Kudo, CHiCO), Kenji Hiramatsu et Mariam Abounnasr | [ 23 ] |
| 2022  | Sin Chronicle                                      | Compositeur invité | [ 24 ] |
| 2023  | Sea of Stars                                       | Composition et arrangements avec Eric W. Brown                                                                              | [ 25 ] |

### Albums
- Creid (réarrangement de Xenogears) (1998)
- Street Fighter EX 2 Arrange Album (1998)
- Street Fighter Zero 3 Drama Album (1999)
- Biohazard 2 Drama Album "SHERRY, the little Fugitive" (1999)
- 2197 (1999)
- Biohazard 2 Drama Album "ADA Returns" (1999)
- Ten Plants 2 (1999)
- Fumina Hara "Naite ii yo / Nagai no Kanau Basho" (2000)
- Kudo Junko "Heijitsu Machine" (2000)
- Fumina Hara "Koi wo Hajimemashou / Aozora to Taiyou to Kaze no Naka" (2001)
- Square Vocal Collection (2001)
- Kokoro - Theme from "Xenosaga Episode I" (2002)
- Street Fighter Tribute Album (2003)
- Dark Chronicle Premium Arrange (2004)
- Kirite (2005)
- Myth: The Xenogears Orchestral Album (2011)
- To Far Away Times: Chrono Trigger & Chrono Cross Arrangement Album (2015)

### Singles
- You May Cry par Fumina Hara (single du jeu Rockman DASH 2) (2000)
- Let's Begin Love par Fumina Hara (single de la série Starbows (2001)
- Kokoro par Joanne Hogg (single du jeu Xenosaga Episode I: Der Wille zur Macht) (2002)
- Beyond The Sky par Sarah Àlainn (single du jeu Xenoblade Chronicles) (2010)